# Tamama
Tamama (タママ Tamama?), es uno de los personajes del anime y manga Sargento Keroro. Fue el segundo keronense en aparecer y tiene el rango de recluta. Es de color negro y lleva un gorro amarillo claro. Su símbolo es una placa de conductor novato japonés invertida. Es todavía un renacuajo, por lo que aún tiene cola y el blanco de la cara tan extendido.
Suele actuar tierno, pero, como el mismo ha dicho en múltiples ocasiones, sólo es una fachada, ya que, en realidad, insulta a todos a sus espaldas, es rencoroso, envidioso, falso, celoso, irascible y un largo etc. Sin embargo pretende ser el más popular y por eso procura cuidar sus apariencias, sin éxito. Está enamorado del sargento (Keroro) y odia a cualquiera que tenga un mínimo contacto cariñoso con él (en especial a Mois, llegandola a atacar en múltiples ocasiones incluso), ya que es muy posivo. También tiene varios ataques basados en el odio que siente como el Tamama Impacto, la Bola de Pelusa (Gardela Gelosa), etc. Básicamente todos sus ataques destacables son basadados en el odio.
En Keron, es quien tiene las flatulencias más potentes y fétidas, hasta 5 veces más que el resto (da 50.000 en el pedómetro). Su comida favorita es la tortilla mixta de Ser Galáctico FX.
Desde que llegó a la tierra, bebe mucha cola come chucherías y dulces, y tiene el colesterol y el azúcar por las nubes. Es el líder de la tropa infantil, compuesta por él, por Taruru y por Karara, quien se enamoró de él durante un corto periodo de tiempo para enamorarse después de Kururu y poco a poco de todos los demás miembros de la tropa. Es un bocazas y miente a la tropa infantil acerca de lo que consigue. Para ayudar a Momoka, se convirtió en Black Tamama, que consistía en solo su parte malévola, y construyó Tamamalcatraz.

## Ataques
Durante el trascurso del manga y anime, Tamama ejecuta diversos golpes físicos utilizando su energía interior.
- Tamama impacto

Lanza una onda de energía enorme de color amarillo por la boca.
- Hiper Tamama-impacto

La técnica más potente de Tamama. Un Tamama-impacto más fuerte de lo normal.
- Bola de Pelusa

Consiste en una bola negra que carga en su mano derecha y está llena del odio de todo el mundo.
- Trallazo de pelusa

Similar al anterior pero la lanza de una patada.
- Torbellino de Tamama-imapactos

Consiste en dar vueltas y lanzar varios Tamama-impactos.
- Tamama impacto de pelusa

Lo desarrolla en un entrenamiento con Keroro que se iba a ir con Mois y le lanza su nuevo ataque que puede rebotar y cambiar de dirección.
- Puños de las estrellas, Puños de las estrellas del este, Puños de las estrellas del mar, Puños de las estrellas de Hollywood, Puños de las estrellas Ninja

Todos estos puños consisten en concentrar la energía en los puños para dar un golpe mortífero. Solo los usa contra una máquina de Kururu, para poder destruirla y quitar la barrera eléctrica a la casa.
- Las siete bolas de inmundicia

Hace su única aparición cuando Natsumi intenta recuperar su poema de Mutsumi. En este ataque todos sus celos, envidia e injusticias. En realidad solo son seis. Tras liberar su parte oscura, se queda como pez en el agua.
- Rayo ocular

Solo lo usa en el capítulo en el que quiere derrotar a Paul en batalla, se lo muestra a Keroro en el entrenamiento.
·En el manga, Tamama tiene el poder de crear círculos espacio-tiempo dibujando un círculo en el aire y viajar por ellos. Esto en el anime está suprimido.
- Datos: Q1192879